# Retrofoguete

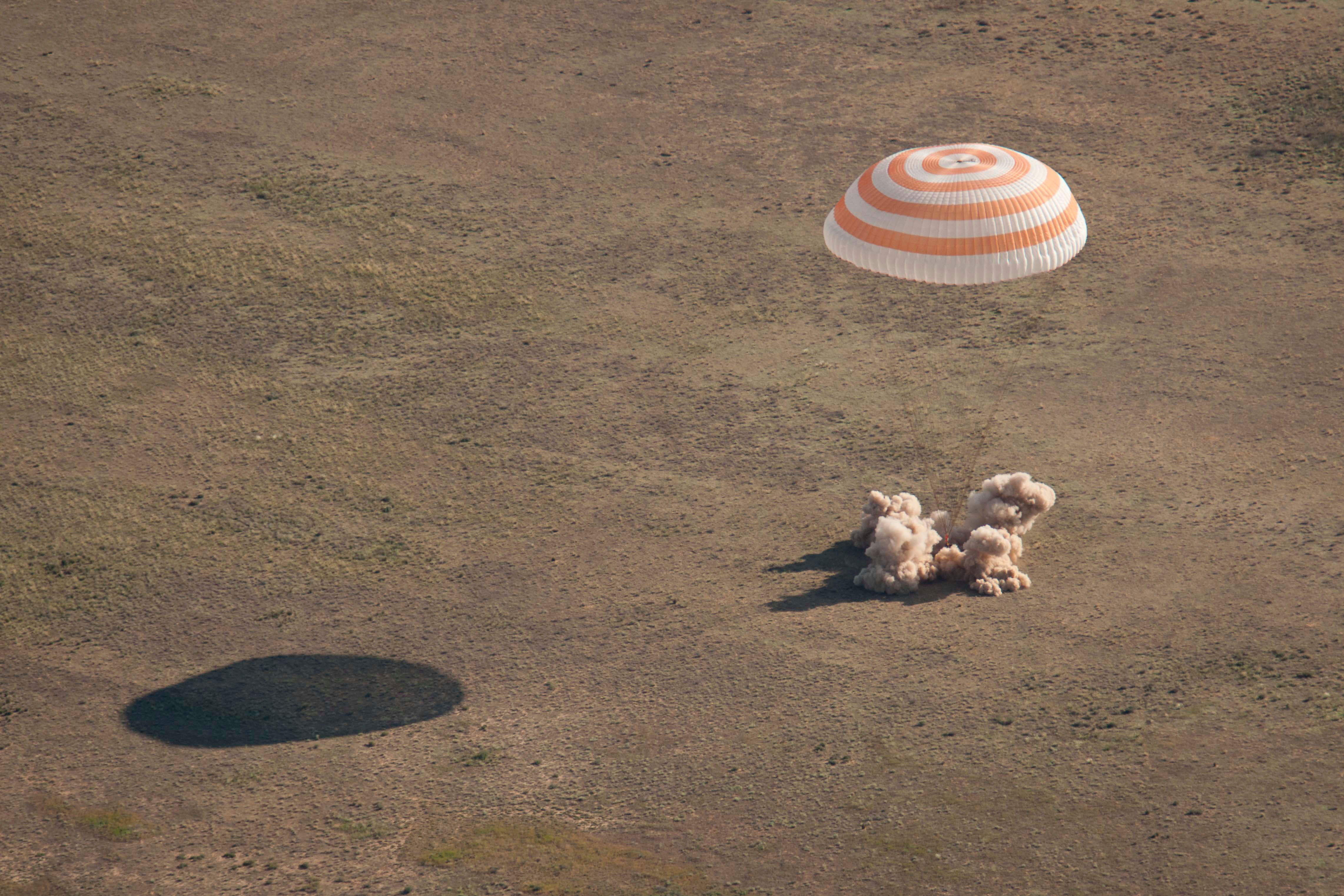
Uma cápsula Soyuz acionando os retrofoguetes logo antes do pouso.

Retrofoguete é o nome técnico dado a um motor de foguete quando utilizado em astronáutica para a retropropulsão.
Retrofoguetes e paraquedas são recursos utilizados para diminuir a velocidade durante o pouso de veículos espaciais em terra, desde há muito tempo e até ao veículo mais recente, o Crew Excursion Vehicle (CEV) da NASA.